# 宮村和生
宮村 和生（みやむら かずお）は、日本のデザイナー、イラストレーター。東京都在住。2006年頃から商業イラストレーターとしての活動を終え、ブックデザイン一本に仕事を絞っている。
学生時代から同人活動を始め、同じくデザイナー兼業のイラストレーターであった藤倉和音（R賀）などと親交を深めた。1995年、専門学校のグラフィックデザイン科を卒業し、カプコンに就職。その後、退職し独立。
当初はイラストレーターとデザイナーの二足のわらじを履いており、『Colorful PUREGIRL』などでの単発イラストを経て、電撃文庫で『ヴァルキュリアの機甲』（ゆうきりん）、『i.d.』（三雲岳斗）などのイラストレーションを担当していたが、次第にデザイナーとしての評価のほうが高くなり、2006年頃からデザイナー専業となった。
一般向け、成年向けを問わず、多くの雑誌、漫画単行本、小説でデザインワークを担当しているが、2002年10月に茜新社から創刊されたロリコン漫画雑誌、『コミックLO』での仕事が特に有名である。文字要素を最小限に留め、たかみちの絵を全面に配置、扇情的な要素を徹底的に排除したソリッドな表紙デザインは、他の成人向け漫画雑誌にはない洗練されたセンスで高い評価を得た。このデザインワークの一部は、2008年発行のたかみちの画集、『LO画集 TAKAMICHI LOVE WORKS』にもまとめられている。

## 脚註
1. ↑  『アイデア』2009年9月号、誠文堂新光社 p.60